# Hey Jude (álbum)
Hey Jude (o titulado originalmente The Beatles Again) es un álbum recopilatorio que contiene las canciones famosas de 1964 a 1969 de la banda de rock The Beatles, lanzado al mercado el 26 de febrero de 1970 por Apple Records. 
Contiene sencillos inéditos en álbumes y varios lados B, así como «I Should Have Known Better» y «Can't Buy Me Love», dos sencillos publicados por Capitol Records cuyas únicas apariciones anteriores en un álbum de Estados Unidos fue en A Hard Day's Night, banda sonora lanzada por United Artists de la película homónima.

## Lanzamientos
La nueva era digital del CD vio el relanzamiento de los trabajos discográficos de The Beatles por todo el mundo, aunque inicialmente para esa ocasión se omitió el recopilatorio Hey Jude. 
A pesar del relativo éxito en las ventas de este álbum, perdió toda su vigencia o posible interés con la salida al mercado de A Hard Days Night y sobre todo, del recopilatorio  Past Masters - Volume Two (1988), los cuales contienen en su totalidad las canciones de Hey Jude. Por ese motivo, fue descontinuado y nunca se editó oficialmente en CD desde su original LP y casete por décadas. 
Finalmente,  hizo su aparición oficial tanto en CD como en descarga digital en iTunes en el box set The U.S. Albums, lanzado en enero de 2014.

## Portada
Es probable que este recopilatorio sea más recordado por su  célebre portada y contraportada, las cuales corresponden a la última sesión fotográfica de la banda (y definitiva con los cuatro miembros). Aunque no trascendió mucha información al respecto, se conoce que este hecho tuvo lugar el 22 de agosto de 1969 en la nueva residencia de John Lennon para ese entonces, en Tittenhurst Park, Surrey, Inglaterra. El músico vivió en esa mansión hasta 1972, cuando se mudó junto a Yoko Ono a los Estados Unidos.
Poco menos de dos años después de las sesiones fotográficas con The Beatles, Lennon filmaría en ese mismo sitio su documental Imagine entre junio y julio de 1971, con las grabaciones de su álbum en solitario del mismo nombre en Ascot Sound Studios.

## Lista de canciones
Todas las canciones escritas y compuestas por Lennon-McCartney, excepto donde está indicado. 
| Cara uno |                              |                     |          |  |
| N.º      | Título                       | Vocalista principal | Duración |  |
| 1.       | «Can't Buy Me Love»          | McCartney           | 2:19     |  |
| 2.       | «I Should Have Known Better» | Lennon              | 2:39     |  |
| 3.       | «Paperback Writer»           | McCartney           | 2:14     |  |
| 4.       | «Rain»                       | Lennon              | 2:58     |  |
| 5.       | «Lady Madonna»               | McCartney           | 2:14     |  |
| 6.       | «Revolution»                 | Lennon              | 3:21     |  |

| Cara dos |                               |                     |          |  |
| N.º      | Título                        | Vocalista principal | Duración |  |
| 1.       | «Hey Jude»                    | McCartney           | 7:06     |  |
| 2.       | «Old Brown Shoe» (Harrison)   | Harrison            | 3:16     |  |
| 3.       | «Don't Let Me Down»           | Lennon              | 3:30     |  |
| 4.       | «The Ballad of John and Yoko» | Lennon              | 2:55     |  |

## Posicionamiento en listas
| País           | Lista (1970) | Posición más alta |
| -------------- | ------------ | ----------------- |
| Estados Unidos | Billboard    | 2                 |
| Estados Unidos | Record World | 1                 |
| Estados Unidos | Cash Box     | 2                 |